# Helplåtklokrypare
Helplåtklokrypare (Neobisiidae) är en familj av spindeldjur. Enligt Catalogue of Life ingår helplåtklokrypare i överfamiljen Neobisioidea, ordningen klokrypare, klassen spindeldjur, fylumet leddjur och riket djur, men enligt Dyntaxa är tillhörigheten istället ordningen klokrypare, klassen spindeldjur, fylumet leddjur och riket djur. Enligt Catalogue of Life omfattar familjen Neobisiidae 545 arter. 

## Dottertaxa till helplåtklokrypare, i alfabetisk ordning[1][2]
- Acanthocreagris
- Alabamocreagris
- Americocreagris
- Australinocreagris
- Balkanoroncus
- Bisetocreagris
- Cryptocreagris
- Dentocreagris
- Ernstmayria
- Fissilicreagris
- Globocreagris
- Halobisium
- Insulocreagris
- Lissocreagris
- Microbisium
- Microcreagris
- Minicreagris
- Neobisium
- Novobisium
- Occitanobisium
- Orientocreagris
- Paedobisium
- Parobisium
- Protoneobisium
- Roncobisium
- Roncocreagris
- Roncus
- Saetigerocreagris
- Stenohya
- Tartarocreagris
- Trisetobisium
- Tuberocreagris